# Basilio II de Moscú
Basilio II Vasílievich o Basilio II "el Oscuro" (Vasili II Vasílievich Tiomny, Васи́лий II Васи́льевич Тёмный en ruso) (Moscú, 10 de marzo de 1415 - Moscú, 27 de marzo de 1462) fue Gran Príncipe de Moscovia, cuyo largo reinado (1425-1462) fue azotado por la mayor guerra civil de la historia del Principado de Moscú.

## Primeros diez años de lucha intestina
Basilio II fue el hijo mayor de Basilio I de Moscú y de Sofía de Lituania, hija única de Vitautas el Grande. Tras la muerte de su padre fue proclamado Gran Duque, a la temprana edad de 10 años, desempeñando su madre las tareas de regente. Su tío, Yuri de Zvenígorod (Príncipe de Gálich-Merski), y sus dos hijos, Basilio Kosói (o el Bizco) y Dmitri Shemiaka, aprovecharon la oportunidad para promover sus propias reclamaciones al trono. Estas reclamaciones se basaban en el Testamento de Dmitri Donskói, padre de Basilio I y Yuri así como abuelo de Basilio II, quien había declarado que, a la muerte de su hijo mayor Basilio I, su otro hijo, Yuri, sería su sucesor. Sin embargo, Dmitri Donskói había escrito el testamento cuando Basilio I todavía no tenía hijos; en consecuencia, los partidarios de Basilio II podían argumentar que esta disposición había sido hecha sólo para el caso de la muerte sin hijos de Basilio I. Los derechos de Basilio recibieron el apoyo de Vitautas, su abuelo materno. Existe controversia sobre las causas subyacentes de la gran guerra feudal en que derivó esta disputa dinástica. Hay razones para creer que la familia de Yuri de Zvenígorod, cuyos dominios del Norte eran ricos en sales y  minerales, podría ofrecer a Rusia más libertad y mayores posibilidades de prosperidad y desarrollo.

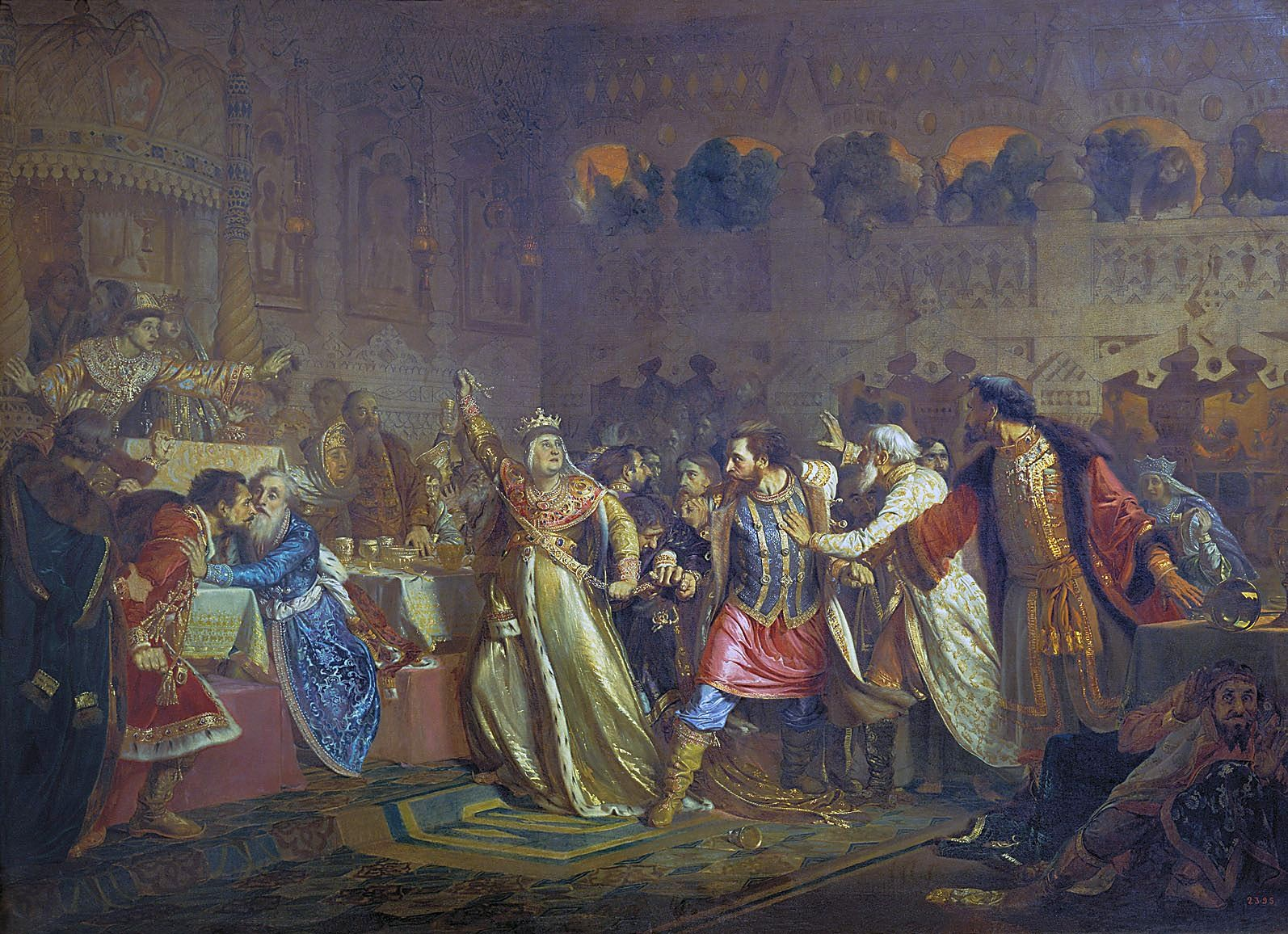
En la boda de Basilio II su madre Sofía de Lituania le quita al príncipe Basilio Kosói, el cinturón que perteneció a Dmitri Donskói. Por Pável Chistiakov.

Tras la muerte de Vitautas, en 1430, Yuri se dirigió a la Horda de Oro, regresando con la autorización para acceder al trono de Moscú. Pero el Khan no mantuvo su apoyo posteriormente, en gran parte por las maniobras del príncipe de Smolensk y del boyardo de Moscú  Iván Vsévolzhski. Cuando Yuri reunió un ejército y atacó a Moscú, Basilio había sido traicionado por Vsévolzhski, de modo que fue derrotado y capturado por sus enemigos (1433). Tras ser proclamado Gran Príncipe de Moscú, Yuri perdonó a su sobrino y lo envió a gobernar en la ciudad de Kolomna. Esto resultó ser un error, ya que Basilio comenzó inmediatamente a conspirar contra su tío y a reunir toda clase de descontentos. Debido a una creciente sensación de lo inseguro de su situación, Yuri renunció a la dignidad de Gran Príncipe y luego dejó Moscú, partiendo luego hacia su ciudad natal en el Norte. Cuando Basilio regresó a Moscú, tenía a Vsévolzhski como un traidor.
Mientras tanto, la reclamación de Yuri había sido heredada por sus hijos, quienes decidieron continuar la lucha. Tras derrotar a Basilio, éste tuvo que buscar refugio en la Horda de Oro. Después de la muerte de Yuri en 1434, Basilio Kosói entró en el Kremlin y se proclamó Gran Príncipe. Sin embargo, Dmitri Shemiaka también ambicionaba el trono, por lo que retiró el apoyo a su hermano y concluyó una alianza con Basilio II. Juntos lograron expulsar a Basilio Kosói del Kremlin en 1435. Este último fue capturado y cegado, lo que, de hecho, lo eliminó de la lucha por el trono.

## Kazán y Dmitri Shemyaka

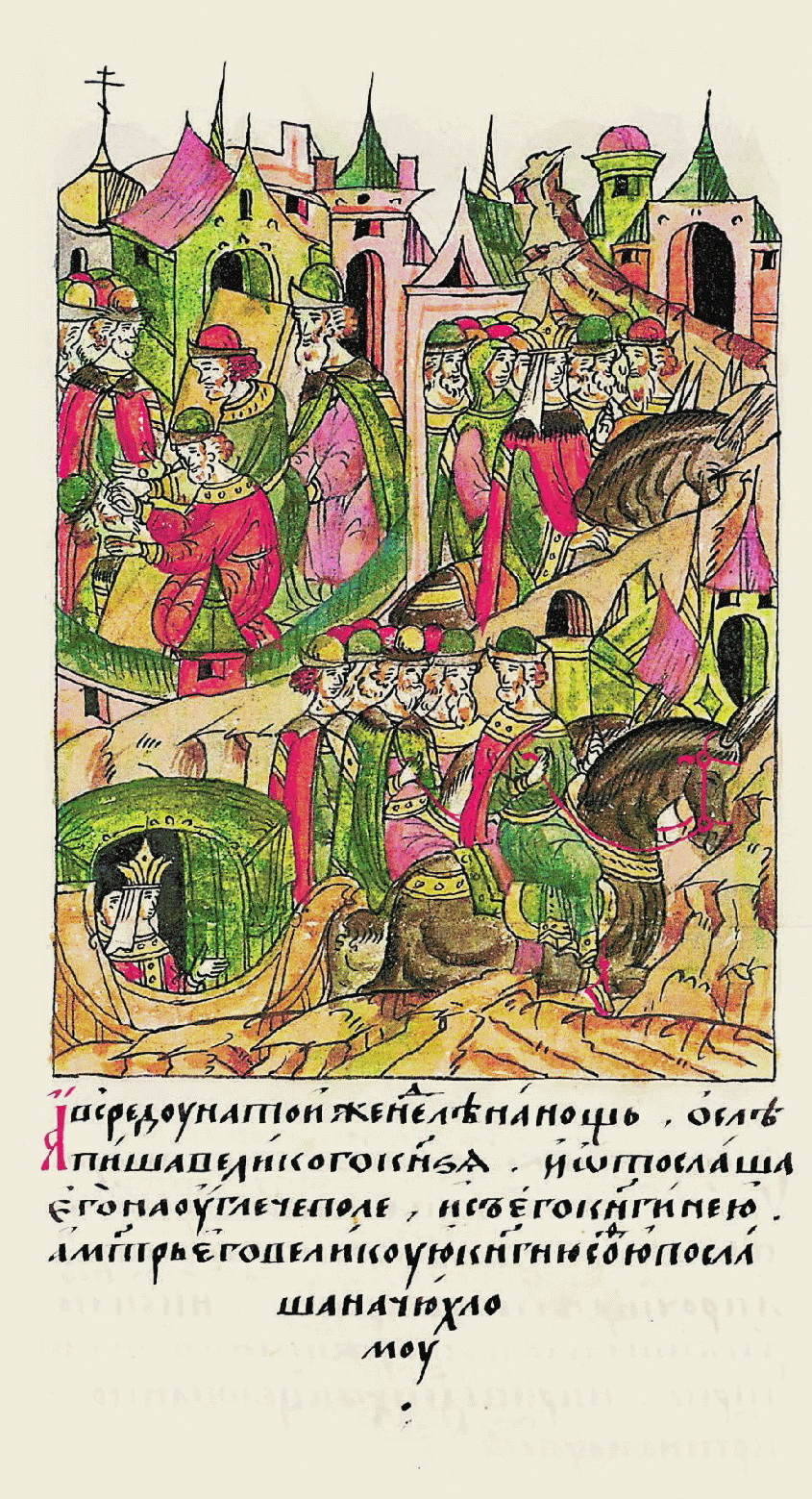
Cegamiento de Basilio II. Miniatura de la Crónica Ilustrada de Iván el Terrible.

El reinado de Basilio vio el colapso de la Horda de Oro y su ruptura en distintas facciones que daría lugar al nacimiento de pequeños kanatos. Ahora que su trono era relativamente seguro, tuvo que hacer frente a la amenaza tártara. La batalla de Beliov se libró en 1437 cerca de la ciudad rusa de Beliov (en ruso: Белёв) entre las tropas del  Gran Ducado de Moscú, bajo el mando de Dmitri Shemiaka, y los tártaros dirigidos por Ulugh Muhammad. El resultado de la batalla fue la completa derrota del ejército ruso.
En 1439, Basilio debió huir de la capital cuando fue sitiada por Ulugh Muhammad, ya gobernante del naciente Janato de Kazán. Seis años más tarde, él personalmente condujo sus tropas contra Ulugh Muhammad, pero fue derrotado y hecho prisionero. Los rusos se vieron obligados a pagar un enorme rescate por su príncipe, quien fue puesto en libertad unos cinco meses más tarde. 
Durante ese tiempo, el control de Moscú pasó a Dmitri Shemyaka. Teniendo en cuenta la suerte de su propio hermano, Dmitri ordenó cegar a Basilio y lo desterró a Úglich (1446). De ese hecho proviene el apodo de Basilio II, "el Ciego" (o, más exactamente, "el Oscuro"). Como Basilio todavía conservaba un gran número de partidarios en Moscú, Dmitri lo hizo volver desde el exilio y le concedió el gobierno de Vólogda. Esto constituyó un nuevo error, ya que Basilio reunió rápidamente a sus partidarios y recuperó el trono. 
La victoria final de Basilio sobre su primo llegó en 1450, cuando capturó Gálich-Merski e hizo envenenar a Dmitri. Los hijos de este último lograron escapar a Lituania. Estos acontecimientos supusieron finalmente el abandono del principio de sucesión colateral, que fue una de las principales causas de las luchas intestinas medievales.

## Reinado posterior y política eclesiástica
Ahora que la guerra había terminado, Basilio había eliminado casi todos los pequeños infantados (en ruso: удельное княжество, romanizado: udélnoe knyázhestvo) en el Principado de Moscú, con el fin de fortalecer su autoridad soberana. Como resultado de sus campañas militares, los gobiernos de las repúblicas de Nóvgorod, Pskov y Vyatka se vieron obligados a reconocer a Basilio II como su jefe supremo. 
En el ínterin, el Patriarca de Constantinopla se mostró dispuesto a reconocer la supremacía del Papa en el Concilio de Basilea, pero Basilio rápidamente rechazo este acuerdo. En 1448, dispuso el nombramiento del obispo Jonás de Moscú como Metropolitano de Kiev y toda Rus (en ruso Митрополит Киевский и всея Руси), lo que equivalía a la autoproclamación de autocefalia de la Iglesia Ortodoxa Rusa frente al Patriarcado de Constantinopla. En 1453 ocurre la caída de Constantinopla en manos de los turcos.

## Enfermedad y muerte
Basilio II enfermó de tuberculosis. Quiso dirigir personalmente el tratamiento y recurrió a un remedio habitual por entonces: encender velas en contacto con la piel en diversas partes del cuerpo. Este proceder no sólo no mejoró la enfermedad, sino que le provocó diversas quemaduras y gangrenas, muriendo el 27 de marzo de 1462. 
| Predecesor: Basilio I | Gran Príncipe de Moscú 1425–1433 | Sucesor: Yuri de Zvenígorod |

| Predecesor: Basilio Kosói | Gran Príncipe de Moscú 1435–1446 | Sucesor: Dmitri Shemiaka |

| Predecesor: Dmitri Shemiaka | Gran Príncipe de Moscú 1447–1462 | Sucesor: Iván III de Rusia |

- Datos: Q210359
- Multimedia: Vasily II of Moscow / Q210359